# Kołodieznyj (obwód woroneski)
Kołodieznyj (ros. Колодезный) – osiedle w Rosji, w obwodzie woroneskim, w rejonie kaszyrskim. W 2010 liczyło 5736 mieszkańców.